# Papuagrion corruptum
Papuagrion corruptum là một loài chuồn chuồn kim trong họ Coenagrionidae.
Papuagrion corruptum được Lieftinck miêu tả khoa học năm 1938.